# 올림픽 모터사이클
올림픽 모터사이클은 올림픽에서 모터사이클 경주로 경기를 겨루는 올림픽 경기 종목이다. 1900년 하계 올림픽에 비공식 종목으로 채택되었다.

## 결과
Race A (1 mile): A. Jordan USA 2:10.0
Race B (1 mile): E. Holloway USA 1:54.4

## 같이 보기
- 1900년 하계 올림픽